# رباط کامه
تپه ملک‌آباد مربوط به دوره قاجار است و در شهرستان تربت حیدریه، شرق روستای کامه سفلی واقع شده و این اثر در تاریخ ۲۵ آبان ۱۳۸۴ با شمارهٔ ثبت ۱۳۸۶۳ به‌عنوان یکی از آثار ملی ایران به ثبت رسیده‌است.